# Nyahururu
Nyahururu ist mit 2303 m die höchstgelegene Stadt Kenias. Seit einer Gebietsreform 2007 war Nyahururu Hauptstadt des Nyandarua North District, heute liegt sie im Laikipia County. Die Stadt hatte 1999 32.120 Einwohner, davon 24.751 im eigentlichen Stadtgebiet.
Nyahururu wurde von der britischen Kolonialadministration als Thomson's Falls  gegründet. Benannt war es nach den Thomson-Wasserfällen am nahegelegenen Ewaso Narok River, die der schottische Geologe Joseph Thomson 1888 als erster Europäer dokumentierte. Eine 1929 eröffnete Bahnstrecke von Gilgil wird inzwischen nur noch für den Güterverkehr genutzt. Durch Nyahururu verläuft die Straße zwischen Nyeri und Rumuruti und es gibt eine Straße nach Nakuru.
Aufgrund seiner Höhe wird Nyahururu von kenianischen Sportlern zum Höhentraining besucht.

## Söhne und Töchter der Stadt
- Julius Kariuki (* 1961), kenianischer Langstreckenläufer und Olympiasieger (Olympische Sommerspiele 1988, Gold im 3000-Meter-Hindernislauf)
- John Ngugi Kamau (* 1962), kenianischer Langstreckenläufer und Olympiasieger (5000 m, Gold in Seoul)
- Erick Wainaina (* 1973), kenianischer Langstreckenläufer und dreifacher Olympiateilnehmer (Marathon, Bronze in Atlanta, Silber in Sydney)
- Naomi Mugo (* 1977), kenianische Langstreckenläuferin und Olympiateilnehmerin (Atlanta, Sydney, 1500 m)
- Caroline Rotich (* 1984), Langstreckenläuferin
- Martin Irungu Mathathi (* 1985), kenianischer Langstreckenläufer und Olympiateilnehmer (10.000 m)
- Samuel Kamau Wanjiru (1986–2011), kenianischer Langstreckenläufer und Olympiasieger (Marathon, Gold in Peking)
- Veronica Nyaruai (* 1989), Mittel- und Langstreckenläuferin
- Bedan Karoki Muchiri (* 1990), kenianischer Langstreckenläufer und Olympiateilnehmer (10.000 m)
- Alice Aprot (* 1994), kenianische Langstreckenläuferin und Olympiateilnehmerin (4. Platz in Rio de Janeiro über 10.000 m)